# Suzanne Flon
Suzanne Flon, född 28 januari 1918 i Le Kremlin-Bicêtre, Île-de-France, död 15 juni 2005 i Paris, var en fransk skådespelare.

## Utmärkelser
Flon vann bland annat Volpipokalen för bästa kvinnliga skådespelare 1961 för Du skall icke döda..

## Roller i urval
- 1949 – Flickburen
- 1952 – Målaren på Moulin Rouge
- 1955 – Herr Satan själv
- 1961 – Du skall icke döda
- 1961 – Älskarinnor
- 1962 – Processen
- 1964 – Tåget
- 1972 – Jagad av KGB
- 1975 – En kvinnlig läkares dagbok
- 1975 – Mr. Klein
- 1981 – Kvartett
- 1983 – L’Été meurtrier
- 1989 – La vouivre
- 1999 – Sommar vid Loire
- 2004 – Brudtärnan
- 2005 – Fiendeland: En dag utan krig